# Ibalia mirabilis
Ibalia mirabilis är en stekelart som beskrevs av Keizo Yasumatsu 1941. Ibalia mirabilis ingår i släktet Ibalia och familjen skärknivsteklar. Inga underarter finns listade i Catalogue of Life.